# Оскар Плано
Оскар Плано Педреньйо (ісп. Óscar Plano Pedreño; рід. 11 лютого 1991 року в Мадрид) — іспанський футболіст, атакувальний півзахисник футбольного клубу «Реал Вальядолід».

## Біографія
Оскар Плано починав свою кар'єру в школі футбольного клубу «Мостолес». В одинадцять років приєднався до академії мадридського «Реала».
Влітку 2011 року Плано перевели до другого складу «Реала». 24 квітня 2011 року в матчі проти «Монтанероса» відіграв весь матч і забив гол на 16 хвилині (6:0). 17 серпня 2012 року Оскар дебютував в іспанській Сегунді (2:1 на користь «Вільярреала»).
У сезоні 13/14 Оскар Плано перейшов до «Алькоркона» на правах оренди, а вже в наступному сезоні підписав повноцінний контракт з цим клубом. За «Алькоркон» він провів 150 матчів і забив 23 м'ячі.
3 липня 2017 року Оскар підписав контракт на два роки з «Вальядолідом».